# Opel Signum
O Opel Signum é um hatch de 5 portas, com base no Vectra C, que não chegou ao Brasil.